# Asociația Canadiană de Fotbal
Asociația Canadiană de Fotbal (Franceză: Association canadienne de soccer) este forul ce guvernează fotbalul în Canada. Este o organizație națională care supraveghează echipele naționale de fotbal și campionatele interne din Canada.